# James Thomas Hooker
James Thomas Hooker (* 18. März 1931; † 7. Dezember 1991) war ein britischer Altphilologe und Mykenologe.
Hooker war nach seinem Studium der Klassischen Philologie in London bei T. B. L. Webster und dem Indogermanisten und Sprachwissenschaftler Oswald Szemerényi Lecturer, dann Reader am University College London. 
Er hat vor allem sprachwissenschaftlich zur Entwicklung des Griechischen von der mykenischen zur archaischen Stufe (Homer) gearbeitet, aber auch zur mykenischen und zur spartanischen Geschichte und Kultur.
Einer seiner Schüler am University College London war der Mykenologe Gareth Alun Owens.

## Veröffentlichungen (Auswahl)
Monographien
- Mycenaean Greece. Routledge & Kegan Paul, London, Boston 1976, ISBN 0-7100-8379-3.
- The language and text of the Lesbian poets. Institut für Sprachwissenschaft der Universität,  Innsbruck 1977 (Innsbrucker Beiträge zur Sprachwissenschaft, Bd. 26), ISBN 3-85124-543-1.
- Ieros in early Greek. Institut für Sprachwissenschaft der Universität, Innsbruck 1980 (Innsbrucker Beiträge zur Sprachwissenschaft. Vorträge und kleinere Schriften, 22), ISBN 3-85124-553-9.
- The Ancient Spartans. Dent, London 1980. – Rez. von Dyfri Williams, in: The Classical Review 32, 1982, Ss. 58–59, (online).
  - Deutsche Übersetzung: Sparta. Geschichte und Kultur. Aus dem Englischen übersetzt von Erich Bayer. Reclam, Stuttgart 1982, ISBN 3-15-010314-2.
- Linear B. An Introduction. Bristol Classical Press, Bristol 1980, ISBN 0-906515-69-6. – Rez. von Jon-Christian Billigmeier, in: American Journal of Philology 102, 1981, Ss. 347–349, (online).
- The Coming of the Greeks. Regina Books, Claremont, California 1999, ISBN 0-941690-88-1.

Texteditionen
- Homer, Iliad III. With introduction, notes & vocabulary by J. T. Hooker. Bristol Classical Press, Bristol 1979, ISBN 0-906515-14-9

Herausgeberschaften
- (Hrsg.): Reading the past. Ancient writing from cuneiform to the alphabet. Introduced by J. T. Hooker. University of California Press, Berkeley 1990. – Rez. von David Kaser, in: The Library Quarterly: Information, Community, Policy 62, 1992, Ss. 110–112, (online).
- (Hrsg.): Oswald Szemerényi, Scripta minora. Selected essays in Indo-European, Greek, and Latin. Edited by P. Considine and J. T. Hooker, 1987 (Innsbrucker Beitrage zur Sprachwissenschaft, 53, 1–3).
- (Hrsg.): Studies in honour of T. B. L. Webster. Edited by J. H. Betts, J. T. Hooker and J. R. Green. 2 Bde., Bristol Classical Press, Bristol, 1986/1988, ISBN 0-86292-193-7, ISBN 0-86292-194-5.

Artikel
- Sets and Files within the Knossos Tablets, in: Kadmos. Zeitschrift für vor- und frühgriechische Epigraphik 4, 1965, 86–95, doi:10.1515/kadm.1965.4.2.86.
- Scripta minora. Selected essays on Minoan, Mycenaean, Homeric and classical Greek subjects. Edited by Frederic Amory. Hakkert, Amsterdam 1996, ISBN 90-256-1104-4.